# L'Ange ivre
Pour plus de détails, voir Fiche technique et Distribution.
L'Ange ivre (醉いどれ天使, Yoidore tenshi) est un film japonais réalisé par Akira Kurosawa, sorti en 1948.
Le film met en scène Sanada, médecin et alcoolique, qui travaille dans un quartier pauvre du Tokyo de l'après-guerre. Un soir il reçoit la visite d'un jeune voyou qui a été touché par balle, et le soigne sans anesthésie tout en lui faisant la morale. Il découvre à cette occasion que ce dernier est également atteint de tuberculose. Mais le jeune homme ne veut rien entendre et refuse de se soigner.

## Synopsis
Une nuit, le Dr Sanada reçoit la visite inattendue d'un jeune truand blessé d'une balle, Matsunaga. Il le soigne durement, sans anesthésie. Mais il découvre en même temps que Matsunaga est atteint de tuberculose. Matsunaga refuse ce diagnostic et rudoie Sanada. L'arrivée de l'assistante du docteur, Miyo, fait partir le truand. Le lendemain, le docteur vient relancer son patient qui est parti sans payer, devant son cabaret. Matsunaga propose de le rémunérer en verre d'alcool et l'emmène dans un des bars qu'il contrôle. Mais les deux hommes évoquent à nouveau la maladie du truand qui refuse d'écouter et sort avec violence le docteur par la porte. Sanada retrouve son assistante Miyo. Celle-ci est l'épouse d'un autre truand, Okada, que Matsunaga a remplacé. En effet, Okada dirigeait le secteur avant d'être envoyé en prison pour avoir agressé violemment un type, il y a plus de trois ans. Miyo a peur de lui et ne veut pas le revoir après ses quatre ans de prison. Il l'avait abandonnée alors qu'elle était malade et le docteur l'avait recueillie et soignée. Sanada apprend toutefois par un confrère qui a réussi, Takahama, que Matsunaga est venu passer une radio qui a confirmé son diagnostic. Matsunaga finit par accepter d'être soigné après s'être saoulé un soir. 
Mais c'est le moment ou le "boss" Okada resurgit, en jouant un morceau de guitare que Miyo, reconnaît. Okada souhaite reprendre son ancien territoire qu'il avait confié à Matsunaga. Il entraine celui-ci bien qu'il le sache malade, dans une nuit de soulerie et remarque la belle Nanae, la maîtresse de Matsunaga. Celle-ci est rapidement sensible à la force qu'Okada dégage alors qu'elle trouve Matsunaga en petite forme. Le lendemain, Sanada dispute son patient qui était ivre. Plus tard, au cabaret, Nanae préfère sortir avec Okada au détriment de Matsunaga. Dans la soirée, celui-ci joue à un jeu d'argent avec son rival et perd tout. Très affaibli, il s'écroule en crachant du sang. Sanada est appelé en urgence pour le soigner. Nanae le quitte bientôt et Matsunaga doit partir de chez elle. Il vient trouver refuge chez Sanada. Okada s'étonne de ne plus voir Miyo. Il apprend de deux yakuzas qu'elle s'est réfugiée chez le médecin. Okada menace Sanada, s'il continue de l'empêcher de voir sa femme mais celui-ci n'est pas impressionné et refuse de lui remettre Miyo qui ne lui appartient pas. Matsunaga malgré sa faiblesse veut voir le parrain de la ville afin d'expliquer la situation et faire cesser les menaces contre Sanada. Malgré l'interdiction du docteur, il s'y rend et surprend une conversation du parrain en train d'expliquer à Okada qu'il l'a déjà sacrifié. Il compte le laisser se faire tuer par une bande rivale. Okada peut déjà considérer avoir repris son ancien territoire dans les bas-fonds de Tokyo. Matsunaga, choqué, surgit devant le parrain, penaud d'avoir été surpris le trahissant. Il lui donne un peu d'argent mais le truand repart sans y toucher. Désespéré de voir le code de l'honneur des yakuzas auquel il croyait ainsi bafoué, il se rend dans son bar habituel. Gin, la serveuse, lui propose de partir avec elle à la campagne. Matsunaga repousse son amour. Le patron du bar demande à Gin de ne plus servir gratuitement Matsunaga car il n'est plus soutenu par le parrain. Matsunaga apprend bientôt d'un autre commerçant auquel il volait comme habituellement une fleur en passant, qu'il devra payer. Le parrain a en effet déjà fait savoir qu'il n'était plus rien dans le quartier, seul Okada est le maître. Il décide d'aller provoquer Okada dans son ancien appartement qu'il occupe avec Nanae. À sa vue, Nanae fuit et Okada ne sait se défendre contre le couteau qu'a sorti Matsunaga. Une crise de tuberculose empêche Matsunaga de tuer Okada qui s'empare du couteau. Matsunaga fuit en renversant des pots de peinture par terre. C'est un long combat corps à corps qui s'engage alors entre les deux hommes sur le sol devenu glissant. Acculé contre une porte fenêtre, épuisé, Matsunaga est bloqué et Okada le poignarde alors. Matsunaga s'en va mourir sur la passerelle extérieure de la maison.
Quelque temps après, Gin ramène les cendres de Matsunaga à Sanada. Elle a payé elle-même les funérailles alors que les yakuzas ont fait une quête pour Okada qui a été emprisonné. Dégoutée, Gin va quitter Tokyo pour la campagne. Sanada semble perdre courage aussi : à quoi bon soigner des chiens enragés qui courent à leur propre perte ? Heureusement surgit alors l'écolière dont il avait élaboré le traitement contre la tuberculose. Sa radiographie montre qu'elle est définitivement hors de danger et elle le remercie chaleureusement. C'est ainsi fièrement que Sanada emmène l'écolière dans un salon de thé pour goûter de la gelée sucrée et honorer le pari perdu avec la jeune fille guérie.

## Fiche technique
- Titre : L'Ange ivre
- Titre original : 醉いどれ天使 (Yoidore tenshi?)
- Réalisation : Akira Kurosawa
- Scénario : Akira Kurosawa et Keinosuke Uegusa
- Musique : Fumio Hayasaka
- Photographie : Takeo Itō
- Montage : Akikazu Kōno
- Décors : Takashi Matsuyama
- Production : Sōjirō Motoki
- Société de production : Tōhō
- Pays d'origine :  Japon
- Langue : japonais
- Format : noir et blanc - 1,37:1 - Mono - 35 mm
- Genre : drame et yakuza eiga
- Durée : 98 minutes[1] (métrage : 10 bobines - 2 690 m[1])
- Dates de sortie :
  - Japon : 27 avril 1948[1]
  - France : 6 février 1991[2]

## Distribution

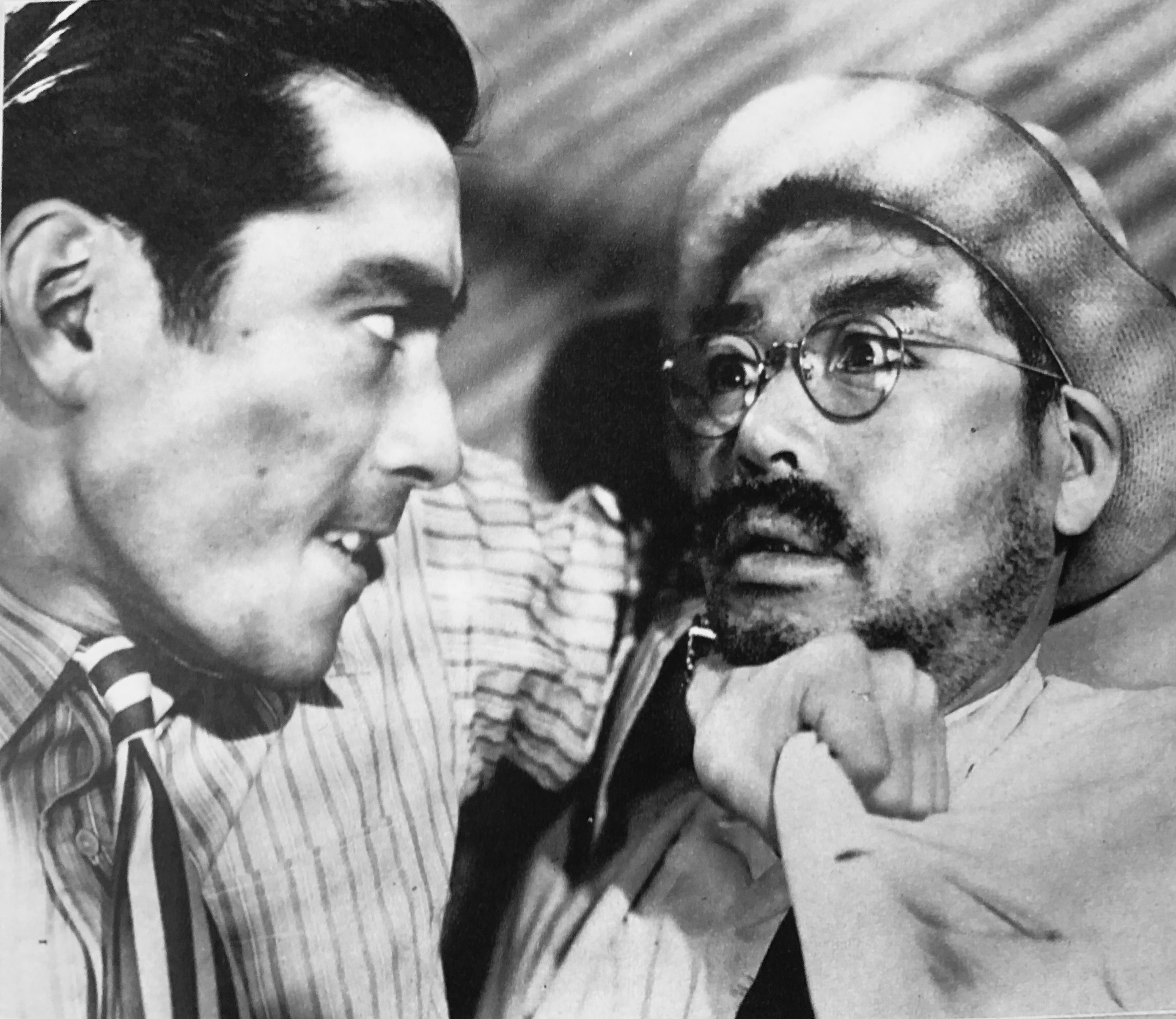
Scène du film avec Toshirō Mifune et Takashi Shimura.

- Takashi Shimura : le docteur Sanada
- Toshirō Mifune : Matsunaga
- Reisaburō Yamamoto : Okada
- Michiyo Kogure : Nanae
- Chieko Nakakita : l'infirmière Miyo
- Noriko Sengoku : Gin, la fille du bar
- Shizuko Kasagi : la chanteuse
- Eitarō Shindō : Takahama
- Masao Shimizu : le Patron
- Taiji Tonoyama : le propriétaire de magasin
- Yoshiko Kuga : l'écolière
- Chōko Iida : la vieille serveuse
- Isamu Ikukata : un voyou
- Akira Tani : un yakuza
- Sachio Sakai : le joueur de guitare

## Récompenses et distinctions
- 1949 : Prix Kinema Junpō du meilleur film japonais pour Akira Kurosawa
- 1949 : Prix du film Mainichi du meilleur film pour Akira Kurosawa, de la meilleure photographie pour Takeo Itō et de la meilleure musique de film pour Fumio Hayasaka